# ينغي كند خوشة مهر (بناجوي الشرقي)
ینغي کند خوشة مهر (بالفارسية: ینگی‌کند خوشه‌مهر) هي مستوطنة تقع في إيران في قسم بناجوي الشرقي الريفي. يقدر عدد سكانها بـ 1,131 نسمة .